# Tokido
Hajime Taniguchi (た に ぐ ち は じ め, sinh ngày 7 tháng 7 năm 1985) được biết đến nhiều hơn với tên Tokido, là một game thủ thể loại game đối kháng của Nhật Bản. Anh từng tham gia thi đấu King of Fighter và Street Fighter, cùng lối chơi độc đáo, anh đã 3 lần vô địch EVO, bao gồm 1 lần chiến thắng giải đấu  Capcom vs SNK 2 2002,  Super Street Fighter II Turbo 2007 và gần đây nhất là vô địch Street Fighter V EVO 2017.